# 포항여자고등학교
포항여자고등학교(浦項女子高等學校)는 대한민국 경상북도 포항시 북구 학산동에 있는 공립 고등학교이다.

## 학교 연혁
- 1939년 4월 10일 : 포항공립고등여학교 개교
- 1946년 9월 1일 : 포항여자중학교(6년제)로 교명 개칭
- 1951년 4월 1일 : 포항여자고등학교로 교명 개칭
- 1972년 3월 1일 : 포항여자중·고등학교로 분리
- 1984년 2월 25일 : 본관 신축공사 준공
- 2010년 3월 1일 : 도교육청 지정 봉사활동 시범학교(2010.3.1～2012.2.29)
- 2010년 10월 14일 : 사교육 없는 학교 지정
- 2011년 7월 1일 : 사교육절감형·창의경영학교 지정
- 2020년 3월 1일 : 자율학교 재지정(2020.3.1.~2023.2.28.)
- 2020년 9월 1일 : 제34대 민형규 교장 취임
- 2022년 3월 2일 : 경상북도교육청 지정 연구시범학교(체육교육)
- 2023년 3월 2일 : 입학식(217명 입학)
- 2023년 12월 26일 : 제82회 졸업식(183명 졸업, 졸업생 총 25,806명)

## 참고 자료
- 포항여자고등학교 - 한국교육학술정보원 학교알리미